# PlanPro
PlanPro ist ein XML-basiertes Datenformat und Objektmodell für Planungen der Leit- und Sicherungstechnik (LST) in Deutschland.
Im Rahmen einer gewerkeübergreifenden, datenzentrischen Planung mit Building Information Modeling ist PlanPro das Fachformat für LST.

## Aufbau
Um das Modell für verschiedene Planungs- und Realisierungsprozesse zu nutzen, muss es verschiedene Sichten auf die Daten zulassen, beispielsweise in funktionaler, konstruktiver, ausrüstungstechnischer und baulicher Hinsicht. Die Zusammenhänge werden in auf PlanPro aufbauenden Softwaresystemen derart abgebildet, damit Nutzer Informationen bzw. Daten möglichst effizient und komfortabel einbringen können.
Aufbauend auf der Topografie der Infrastruktur (anhand der Eisenbahnvermessung) wird ein Knoten-Kanten-Modell geschaffen, an dem LST-Objekte verortet werden. Mittels darüber hinausgehender Daten, die zuvor nicht Bestandteil der Planung waren, sollen zunehmend Planungsdaten durch Algorithmen automatisch errechnet werden.
Ein ähnliches Datenformat ist RailML.

## Geschichte
PlanPro wurde geschaffen, um eine durchgängig elektronische Datenhaltung für Planung, Prüfung und Bau von LST-Anlagen zu schaffen, an Stelle der bis dahin üblichen Übergabe von Planunterlagen in Papier. Lag zunächst ein wesentliches Ziel in der Kostenreduktion, gewann nach einigen Jahren die Zeitersparnis – durch Verkürzung des Planungsprozesses bei gleichzeitig erhöhter Qualität der Planung mittels durchgängig elektronischer Datenhaltung – an Bedeutung. Mit der Digitalen Schiene Deutschland (und dem damit einher gehenden zusätzlichen Bedarf an Planungen) rückte auch eine Teilautomatisierung der Planung in den Fokus.
Eine 2001 vorgelegte Dissertation schlug bereits ein solches einheitliches Datenmodell vor.
DB Netz entwickelt das PlanPro-Modell seit 2008 (nach anderen Angaben 2009) in Zusammenarbeit mit Planern, Planprüfern, Richtlinienautoren, Ingenieurwissenschaftlern, Signalbaufirmen und Softwareherstellern. Es wird seither an Anforderungen aus der Praxis angepasst, darunter ETCS, Digitale Stellwerke und Building Information Modeling.
In einer ersten Umsetzungsstufe, bis etwa Mitte der 2010er Jahre, stand zunächst die Erstellung der Ausführungsplanung (Planteil 1) eines ESTW sowie deren elektronische Übergabe an die Signalbauindustrie zur Erstellung des Planteils 2 im Mittelpunkt. Neben den bisherigen Planungsinhalten wurden auch zusätzliche Daten aufgenommen, um auf ihrer Grundlage viele Planungsdaten mit der Unterstützung von Algorithmen zu errechnen. Ebenfalls sollte die Darstellung in Plänen weiter standardisiert werden. Während auf Papierpläne langfristig verzichtet werden können sollte, sind in einer ersten Umsetzungsstufe noch Papierpläne vorgesehen, beispielsweise zur Plan- und Abnahmeprüfung. Mittels einer „Plausibilitäts- und Zulässigkeitsprüfung“ (PlaZ) werden die Daten aus den Planungswerkzeugen geprüft, bevor sie an eine zentrale Datenbank übergeben werden.
Die Veröffentlichung der Datenschnittstelle in Version 1.6.0, am 30. April 2014, galt als erster großer Meilenstein des Projekts.
Im Zuge der Modellbildung wurden Daten wie Fußnoten und Kommentare, für die es keine formalen Vorgaben gab, formalisiert. Ferner wurden einige Daten hinzugenommen, beispielsweise zu Weichenlaufketten und Schlüsselformen. Im Gegenzug wurden nicht (mehr) notwendige Daten aus dem zu Grunde liegenden Planungsregelwerk entfernt, beispielsweise zur „vorsorglichen Umstellung“ von Weichen, die es im Lastenheft Elektronischer Stellwerke (ESTW) nicht gab. Darauf aufbauend wurden alle Formate von Plänen neu entwickelt, um die Daten äquivalent menschenlesbar darzustellen und gleichzeitig „Altlasten“ zu entfernen. Einige Pläne und Tabellen, die bislang Bestandteil des Planwerks waren, entfielen, andere wurden ergänzt. In weiteren Plänen wurde die Darstellung vereinfacht, für auftretende Überlagerungen Verschieberegeln erstellt. Der Entwurf von Tabellen für ESTW, Zugnummernmeldeanlage (ZN) und Zuglenkung (ZL) galt Ende 2016 als weitgehend abgeschlossen. Ihre Umsetzung in einem Ausgabewerkzeug („Werkzeugkoffer“) war im Gang, während die Ausgabe von Lageplänen in diesem Werkzeug noch zurückgestellt wurde und über bisherige Planungswerkzeuge erfolgte.
Ende 2016 galt das Datenmodell (in Version 1.8.0) als für die Planung von ESTW weitgehend fertiggestellt. Mit der 2019 vorgelegten Version 1.9.0 stand erstmals ein integriertes Datenmodell für die Planung von Elektronischen Stellwerken sowie balisengestützten Zugbeeinflussungssystemen (ESG, ETCS Level 2, GNT, ZBS) zur Verfügung. Neu aufgenommen wurden u. a. Digitale Stellwerke. Auf dieser Grundlage wurde ein Musterbahnhof („P-Hausen“) mit ESTW und ETCS beplant.
Im Dezember 2021 schlossen der Bund und die DB eine Finanzierungsvereinbarung über „Beschleunigungsmaßnahmen im Rahmen der digitalen Schiene“, in deren Rahmen auch eine „Beschleunigung der Automatisierung der Planung“ vorgesehen ist, einschließlich einer Datenübergabe im standardisierten PlanPro-Format. Unter anderem soll in den Jahren 2024 und 2025 ein Objektmodell (PlanPro) in mehreren Stufen verbindlich eingeführt werden. Bis 2028 sind hierfür insgesamt 18,9 Millionen Euro vorgesehen.

## Anwendungen
Anfang 2020 waren drei Werkzeuge verfügbar, die PlanPro-Daten erstellen bzw. nutzen können: Pro Sig 7 (zur Erstellung einer Stellwerksplanung), ZN/ZL-Planer sowie der PlanPro-Werkzeugkoffer (zur Projektinitialisierung, Validierung, Qualitätsprüfung und Visualisierung). Der „Werkzeugkoffer“ dient als Referenzwerkzeug zum Betrachten und Analysieren von PlanPro-Dateien. Er wird als Eclipse-Projekt unter Eclipse Public License entwickelt, begleitet durch Scheidt & Bachmann und DB. Eine erste Version stand im September 2022 kurz vor Veröffentlichung.
Im September 2022 erschien mit ProVI LST ein weiteres Softwaremodul zur PlanPro-basierten Planung. Seit 2018 in Entwicklung befindet sich safeTplan, ein auf AutoLISP basierendes und gemäß PlanPro modellierendes Planungswerkzeug, das im Laufe des Jahres 2023 auf den Markt kommen soll.
Ab 2018 wurde eine PlanPro-basierte Planung im Bahnstrecke Knappenrode–Horka erprobt und eine Reihe von Erfahrungen gewonnen. In dem Projekt wird auch eine optimierte Abnahme erprobt.
Im Kern des Digitalen Knotens Stuttgart (DKS) findet PlanPro erstmals bei der Planung eines großen Knoten Anwendung. Das Datenmodell und Werkzeuge wurde dabei weiterentwickelt. Im Rahmen eines Pilotprojekts im Rahmen des DKS wurden Grundlagen für eine datenbankgestützte ETCS-Planung mit PlanPro geschaffen. Das Ziel, das Planungsergebnis rein als PlanPro-XML-Dateien zu übergeben wurde nicht erreicht, sondern auch noch PDF-Dateien und Tabellen direkt aus dem Planungswerkzeug exportiert. Auch bei der Planung für die Digitalisierung der S-Bahn-Stammstrecke Stuttgart wird das Planungsergebnis teils an PlanPro-XML und teils konventionell (PDF-Dateien und Tabellen) übergeben. Unter anderem werden die Infrastrukturdaten, die als Grundlage für ATO genutzt werden, aus PlanPro-Daten gespeist. Bei einer Optimierung der Blockteilung im Kern des DKS war ein PlanPro-basierter Datenaustausch zwischen LST-Planung und Optimierung vorgesehen, wurde jedoch zunächst noch nicht umsetzt.
Zukünftig sollen auf der Grundlage von PlanPro weitere Beschleunigungen und Vereinfachungen ermöglicht werden, darunter eine teilautomatisierte Erzeugung der Ausführungsplanung (Planteil 1 und 2), eine teilautomatisierte Planprüfung und Abnahmeprüfung.
Im April 2024 wurde der PlanPro-GEO-Planer in Version 1.0 veröffentlicht. Mit dem Werkzeug sollen Gleisnetzdaten in verschiedenen Formaten importiert und im PlanPro-Format ausgegeben werden können.